# Championnat d'Océanie de football des moins de 20 ans 1974
Navigation
Nouvelle-Zélande 1978
Le championnat d'Océanie de football des moins de 20 ans 1974 est une compétition qui a eu lieu à Tahiti du 8 au 14 décembre 1974. C'est la première compétition continentale pour cette catégorie d'âge, un an après la première Coupe d'Océanie des nations pour les seniors. Contrairement à toutes les éditions suivantes, le gain du tournoi n'est pas qualificatif pour la Coupe du monde des moins de 20 ans, dont la première édition aura lieu en 1977.

## Équipes participantes
- Tahiti - Organisateur
- Nouvelle-Zélande
- Nouvelles-Hébrides
- Nouvelle-Calédonie

Forfaits :
- Taïwan : Le gouvernement français n'a pas accordé de visas à la sélection.
- Fidji : Les Fidji déclarent forfait pour raisons financières (manque de fonds)

L'Australie ne prend pas part au tournoi.

## Résultats
Les 4 équipes participantes sont regroupées au sein d'une poule unique. Chaque équipe rencontre ses adversaires une fois. À l'issue des rencontres, les deux premiers se qualifient pour la finale de la compétition. 
|   | Équipe             | Pts | J | G | N | P | BP | BC | Diff |
| - | ------------------ | --- | - | - | - | - | -- | -- | ---- |
| 1 | Nouvelle-Zélande   | 6   | 3 | 3 | 0 | 0 | 13 | 3  | +10  |
| 2 | Tahiti             | 4   | 3 | 2 | 1 | 0 | 8  | 6  | +2   |
| 3 | Nouvelles-Hébrides | 1   | 3 | 0 | 1 | 2 | 3  | 7  | -4   |
| 4 | Nouvelle-Calédonie | 1   | 3 | 0 | 1 | 2 | 3  | 11 | -8   |

| 8 décembre 1974  | Nouvelle-Zélande   | 4 | 2 | Nouvelle-Calédonie |
|                  | Tahiti             | 2 | 1 | Nouvelles-Hébrides |
| 10 décembre 1974 | Nouvelle-Zélande   | 4 | 1 | Nouvelles-Hébrides |
|                  | Tahiti             | 6 | 0 | Nouvelle-Calédonie |
| 12 décembre 1974 | Nouvelle-Zélande   | 5 | 0 | Tahiti             |
|                  | Nouvelles-Hébrides | 1 | 1 | Nouvelle-Calédonie |

- Qualifiés pour la finale : Nouvelle-Zélande et Tahiti.

### Finale
| 14 décembre 1974 | Tahiti | 2 - 0 | Nouvelle-Zélande | Papeete |  |
|                  |        |       |                  |         |  |

## Sources et liens externes
- (en) Feuilles de matchs et infos sur RSSSF